# Laveygrat
Der Laveygrat (auch Lavey) ist ein Bergrücken im Berner Oberland, der die Grenze zwischen Adelboden und der Lenk bildet. Es handelt sich um den Südgrat des Albristhorns, der über den Tierberg (2371,3 m) und das Seewlehore (2467 m) zum Gipfel führt.

## Skigebiet
Vom Geils her führt im Winter eine 4er-Sesselbahn mit Wetterschutzhaube und Sitzheizung auf den Grat bis zum Punkt 2194 m ü. M.
Bis ca. 1970 diente noch ein Tellerlift, der jedoch erst bei der Sennhütte der heutigen Chüjer-Stuba (Restaurant) begann. Danach wurde eine 3er-Sesselbahn der Garaventa erbaut, welche schliesslich 2007 einer 4er-Sesselbahn wich. Diese ist neu, auch von Garaventa und hat eine Kapazität von 2200 Personen pro Stunde. Mit 2200 m Höhe ist die Station Laveygrat die höchste im eigentlichen Verbundgebiet Adelboden-Lenk. Im Geltungsbereich des Skipasses wird sie aber von den Stationen Elsighorn (2288 m) und Dossen (Engstligenalp) (2362 m) übertroffen.
Im Winter gibt es rote Skipisten zum Hahnenmoospass und von dort nach Geils und zum Bühlberg (Lenk), nach Sillerenbühl und von dort übers Aebi oder Bergläger auf die Talabfahrt nach Adelboden. Eine schwarze Piste führt nach Geils.